# Pont suspendu de Beauregard
Le pont suspendu de Beauregard, est un petit pont suspendu traversant la Saône, et reliant Beauregard dans l'Ain à Villefranche-sur-Saône dans le Rhône. Il est uniquement accessible aux piétons et aux cyclistes.
Il est inscrit à l’inventaire national des monuments historiques.

## Histoire du pont
Grâce à l'appui des propriétaires des environs, le pont est construit en 1831 ; à l'origine, le pont était à péage. 
En 1836, les propriétaires procèdent à la création d'une société anonyme destinée à administrer le pont. Le 25 août 1836, une ordonnance royale de Louis-Philippe Ier valide cette création.
Enfin, en 1887, l'État français rachète la société précitée. Aujourd'hui encore, le pont appartient à l'État français.

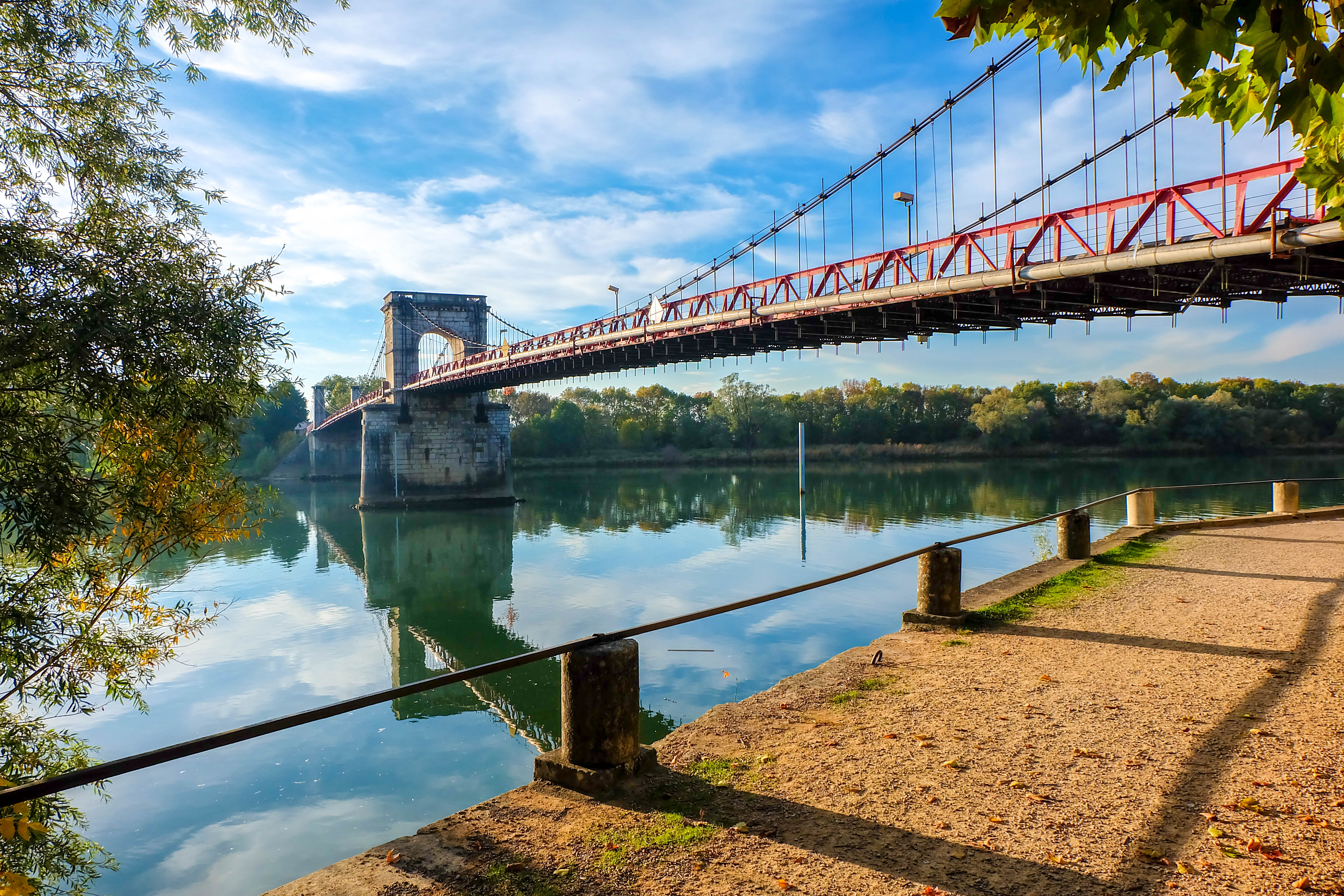
Le pont de Beauregard en 2015